# إليشا رينولدز بوتير
إليشا رينولدز بوتير (بالإنجليزية: Elisha Reynolds Potter)‏ هو محامي وسياسي أمريكي، ولد في 5 نوفمبر 1764 في الولايات المتحدة، وتوفي في 26 سبتمبر 1835. حزبياً، نشط في الحزب الفيدرالي الأمريكي. وقد انتخب عضو مجلس النواب الأمريكي.